# Pesta a Madagascar

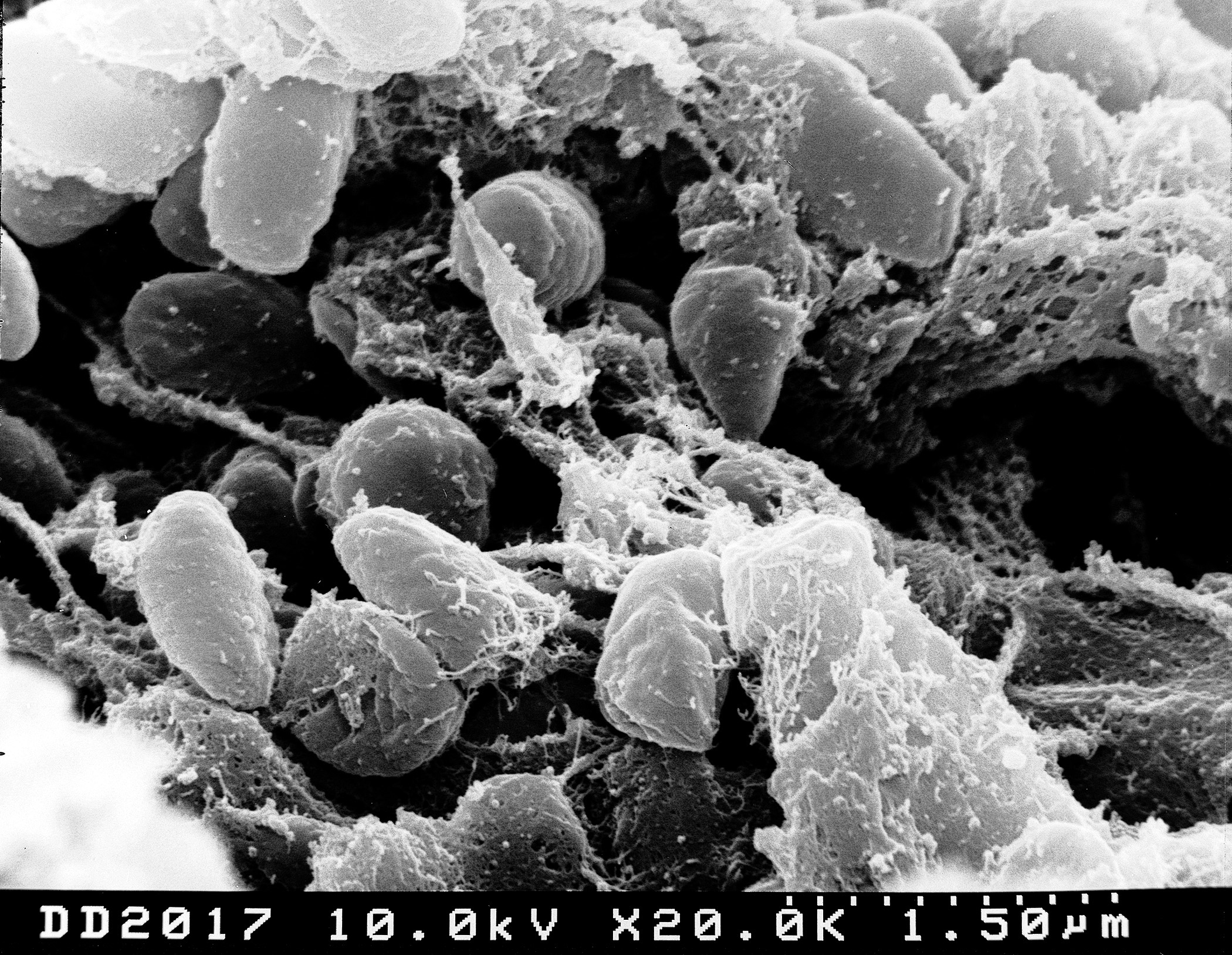
Foto de Yersinia pestis.

Madagascar ha estat molt afectat per la pesta. Entre el 1987 i el 2001 ha estat el país més afectat per aquesta malaltia.

## Distribució geogràfica

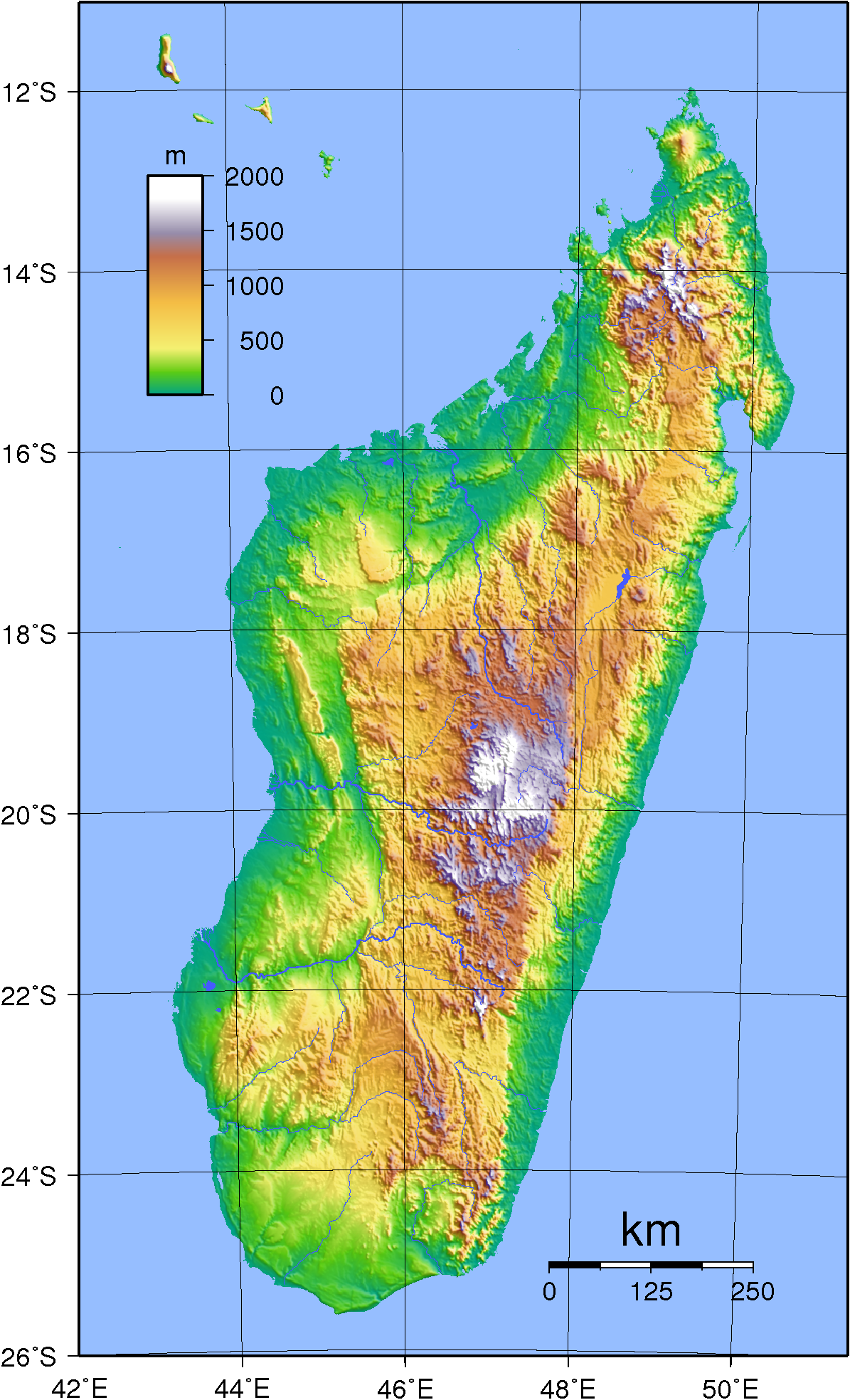
Topografia de Madagascar

La pesta no està present a tota l'illa de manera homogènia. La zona rural en la que està més present és al centre de l'illa i a les serralades.
La rata negra rattus rattus viu a tota l'illa i el bacil que infecta la pesta es desenvolupa en una gran varietat de climes, tot i que la seva temperatura ideal és de 28 °C. Les puces, però, tenen més condicionals climàtics que limiten la seva expansió que s'adiuen amb la distribució actual de l'epidèmia, entre 700 i 500 metres d'altitud.

## Història

### Orígens
Durant la Tercera pandèmia de pesta, el 1898 a la ciutat portuària de Tamatave (actual Toamasina) va penetrar la pesta a l'illa per primera vegada. Després va arribar a altres ports com Antsiranana (Diégo-Suarez) (1899) i a Mahajanga (1902 i 1907).

### Segle XX

#### Fins al 1950
La pesta es va estendre des de Toamasina a través del ferrocarril que sortia d'aquest port i que s'havia inaugurat el 1913. El 1921 va arribar a Antananarivo, la capital, a on va afectar 48 persones que estaven en la celebració d'un matrimoni víctimes de la pesta pneumònica. Des d'aquí la pesta va propagar-se ràpidament per les terres altes de l'illa.
Les primeres mesures contra l'epidèmia foren l'aïllament dels malalts, l'incendi de les cases dels afectats, desinfectar els productes i establir cordons sanitaris. Georges Giralt va començar a dirigir l'Institut Pasteur d'Antananarivo que va començar a lluitar contra la pesta provant algunes vacunes que s'havien utilitzat des de 1899 no eren eficaces. Entre el 1932 i el 1934 es va començar a fer la primera gran campanya de vacunació eficaç (EV) que va ajudar que es passés d'uns 3.500 casos anuals (dels que es morien el 90%) a uns 200 casos anuals a la dècada de 1940. A partir de 1938 es van començar a utilitzar les primeres sulfamides i el 1948 es va començar a utilitzar l'streptomycida per a tractar els malalts. Els pesticides basats en DDT es van començar a utilitzar el 1947 en les zones rurals i les cases. Aquests van ajudar a fer que el 1950 la pesta hagués desaparegut de la capital.

##### Des de 1957
A partir de 1950 l'epidèmia s'havia controlat amb el tractament amb streptomycina dels malalts, l'ús els sulfamides i dels insecticides i es va arribar a 50 casos anuals i el 1959 es van deixar de fer les vacunes en massa.
El 1979 es va produir un ressorgiment de la pesta a la capital. A la dècada de 1990 hi va tornar a haver un altre brot important. Per exemple, el 1991 va haver-ne un al port de Mahajanga.
Entre el 1957 i el 2001 es van notificar 20.900 casos de pesta al país. Aquesta va afectar de manera intensa la zona del massís de Tsaratanana i districtes de les altes terres centrals i es podria explicar per la situació socioeconòmica del país i entre 1994 i 1997 a una millora del sistema de vigilància. El descens de la mortalitat es deu a la millora de l'eficiència dels tractaments.

### Segle XXI

#### Brot de pesta de 2014
El 21 de novembre de 2014 l'Organització Mundial de la Salut (OMS) fa públic un avís d'epidèmia de pesta davant la mort de 40 persones, una d'elles a la capital, Antananarivo, des que aquesta es va documentar a finals d'agost de 2014. L'alt nivell de resistència de la població al deltamethrin (insecticida utilitzat pel control de plagues a l'agricultura) fa que sigui més difícil curar els infectats. El 2% dels casos d'aquest brot han evolucionat cap a la virulenta pesta neumònica. El primer infectat fou un home del poblat de Soamahatamana, al Districte de Tsiroanomandidy el 31 d'agost i l'OMS va decretar el brot epidèmic el 4 de novembre de 2014. S'ha determinat que hi ha un risc important que aquest brot esdevingui epidèmia perquè s'han detectat casos en 16 districtes, entre ells a Antananarivo, capital del país. El 14 de novembre es va fer públic que una dona de 22 anys havia mort a l'hospital de Befelatana, en aquesta ciutat.

##### Resposta
Amb l'ajuda de l'OMS, l'ajuntament d'Antananarivo, l'Institut Pasteur de Madagascar i la Creu Roja, el govern malgaix ha pres mesures per a controlar el brot que inclouen equips protectors com insecticides i antibiòtics. El Banc Africà del Desenvolupament ha aportat 200.000 $ (US$) per ajudar a solucionar la plaga.

## Agents de la pesta a Madagascar

### Rates
Les espècies de rates implicades en la transmissió de la pesta a Madagascar són la rattus rattus al món rural i la rattus norvegicus a les ciutats i ports.

### Yersinia pestis
El Yersinia pestis és el bacil responsable de la pesta que es transmet als humans a través de les puces dels rosegadors, sobretot les rates. A Madagascar aquest s'ha tornat resistent als antibiòtics que s'utilitzen per a tractar la malaltia. Per exemple, un brot que va passar al sud de les altes terres el 1995 fou protagonitzat per uns bacils multiresistents.

### Puces

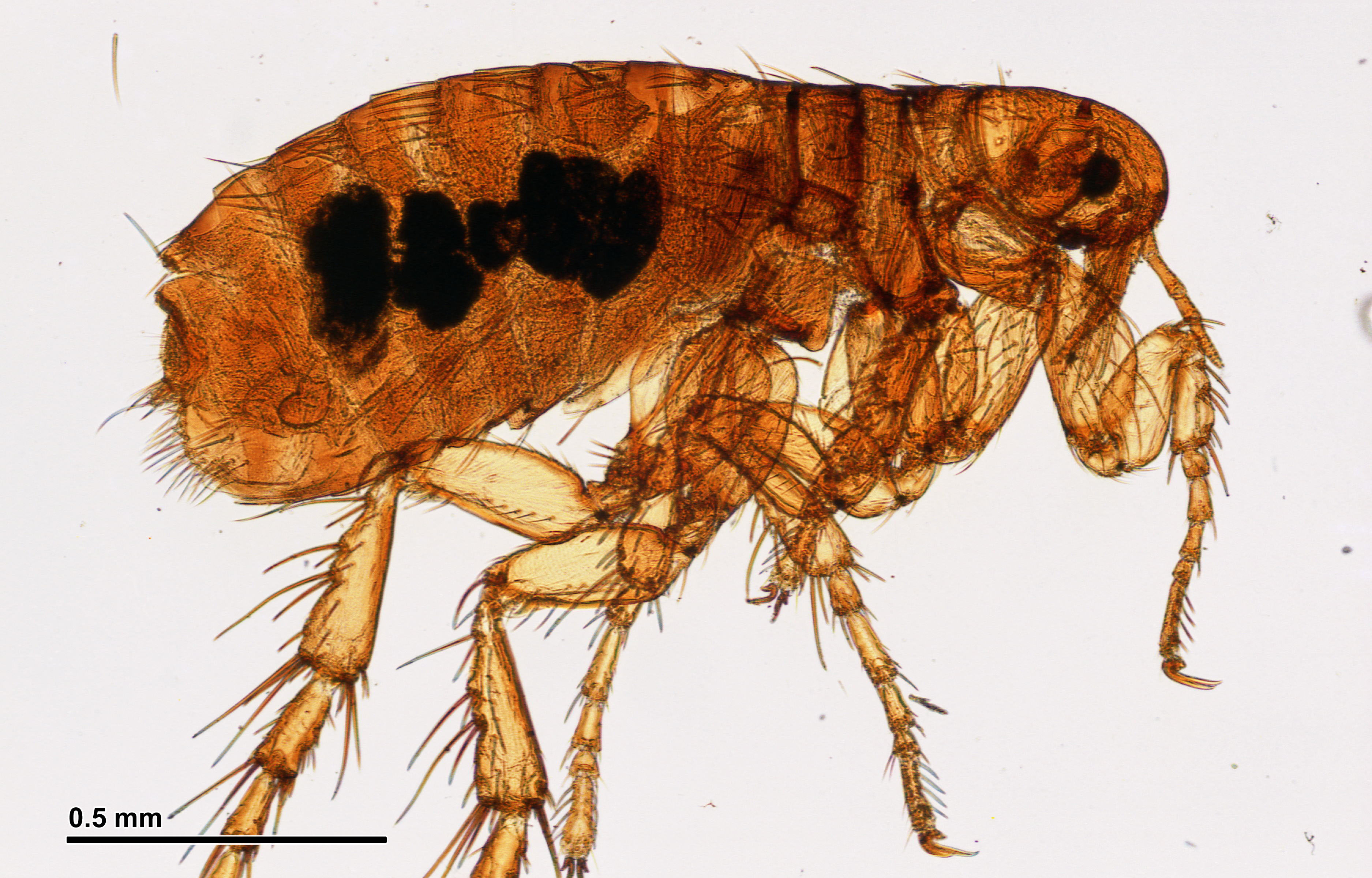
Puça infectada de pesta

La xenopsylla cheopis és la puça protagonista de la infecció, que transmet el bacil quan pica als humans. La principal eina contra aquestes són els insecticides amb base de DDT. Però les puces urbanes han guanyat resistència contra el DDT i els pyrethrinoides. Les rurals són resistents a aquests últims insecticides i els carbamates, però no al DDT.

## Estadístiques de casos
Entre el 1987 i el 2001 es van reportar un total de 11.673 infectats humans a Madagascar, el 8,1% dels quals van morir. Això el converteix en l'estat del món a on hi ha més casos.

## Lluita contra la pesta
El Programa Nacional de Lluita contra la Pesta (PNLP) està coordinat per la Direcció de Lluita contra les Malalties Tranmissibles del Ministeri de Sanitat i té com a objectiu disminuir la mortalitat de la pesta i prevenir l'epidèmia.
Els seus eixos estratègics són:
- Control dels focus de la plaga.
- Tractament precoç i efectiu dels casos.
- Controlar l'extensió de l'epidèmia.
- Prevenció actuant contra els vectors i els reservoris.
- Mobilització de la comunitat a la lluita.
- Reforç del laboratori central.
- Coordinació multisectorial.
- Recerca científica i aplicada.

Els col·laboradors en aquesta lluita són:
- Institut Pasteur de París
- Xarxa internacional de l'Institut Pasteur.
- Organització Mundial de la Salut.
- WWF (Fundació Mundial de la Natura) de Madagascar.
- Exèrcit dels Estats Units, Bethesda.
- Field Museum of Natural History, Chicago.
- NMLS de Johannesburg
- Universitat del Nord d'Arizona.
- Institut Nacional de la Salud dels Estats Units: Laboratori de Rocky Mountain.
- Centre per al Control de Malalties de Fort Collins, USA.
- Defence evaluation research agency (DERA) de Port Down, Regne Unit.
- Institut de Microbiologia de Múnic.